# Jorge Rinaldi
Pour les articles homonymes, voir Rinaldi.
Jorge « Chancha » Rinaldi, né le 23 mars 1963 à Buenos Aires, est un footballeur argentin. Il a joué pour un certain nombre de clubs en Argentine, en Espagne et en Turquie et a représenté l'équipe d'Argentine de football.

## Biographie
Rinaldi a commencé sa carrière professionnelle avec San Lorenzo en 1980 à l'âge de 17 ans. En 1982 il a aidé le club à gagner la deuxième division argentine et à être promu de nouveau en Primera argentin.
En 1985 il a rejoint Real Sporting de Gijón en Espagne mais les choses ne se sont pas bien passées pour lui et il est revenu en Argentine début 1986 pour jouer pour Boca Juniors.
En 1988 Rinaldi a été vendu directement aux plus grands rivaux de Boca, à CA River Plate. 
Après une saison avec CA River Plate, Rinaldi a rejoint Gençlerbirliği en Turquie. En 1990 il est revenu en Argentine à son premier club, San Lorenzo, en 1992. 
Il est apparu clairement qu'il ne faisait plus partie des plans des directeurs et il a pris la décision difficile de se retirer à l'âge de 28 ans seulement.
Il travaillera par la suite en tant qu'entraîneur des jeunes du San Lorenzo et comme journaliste pour Clarín.

## Palmarès
| Saison | Équipe      | Titre              |
| ------ | ----------- | ------------------ |
| 1982   | San Lorenzo | Primera B Nacional |

## Annexe